# Вітошинці
Вітошинці (пол. Witoszyńce) — село на Закерзонні в Польщі, у гміні Перемишль Перемишльського повіту Підкарпатського воєводства.
Населення — 429 осіб (2011).

## Розташування
Розміщене недалеко від кордону з Україною. Село розташоване за 7 км на південний захід від Перемишля та 62 км на південний схід від Ряшева.

## Назва
В ході кампанії ліквідації українських назв Вітошинці в 1977-1981 рр. називалися Подґужиска (пол. Podgórzyska).

## Історія

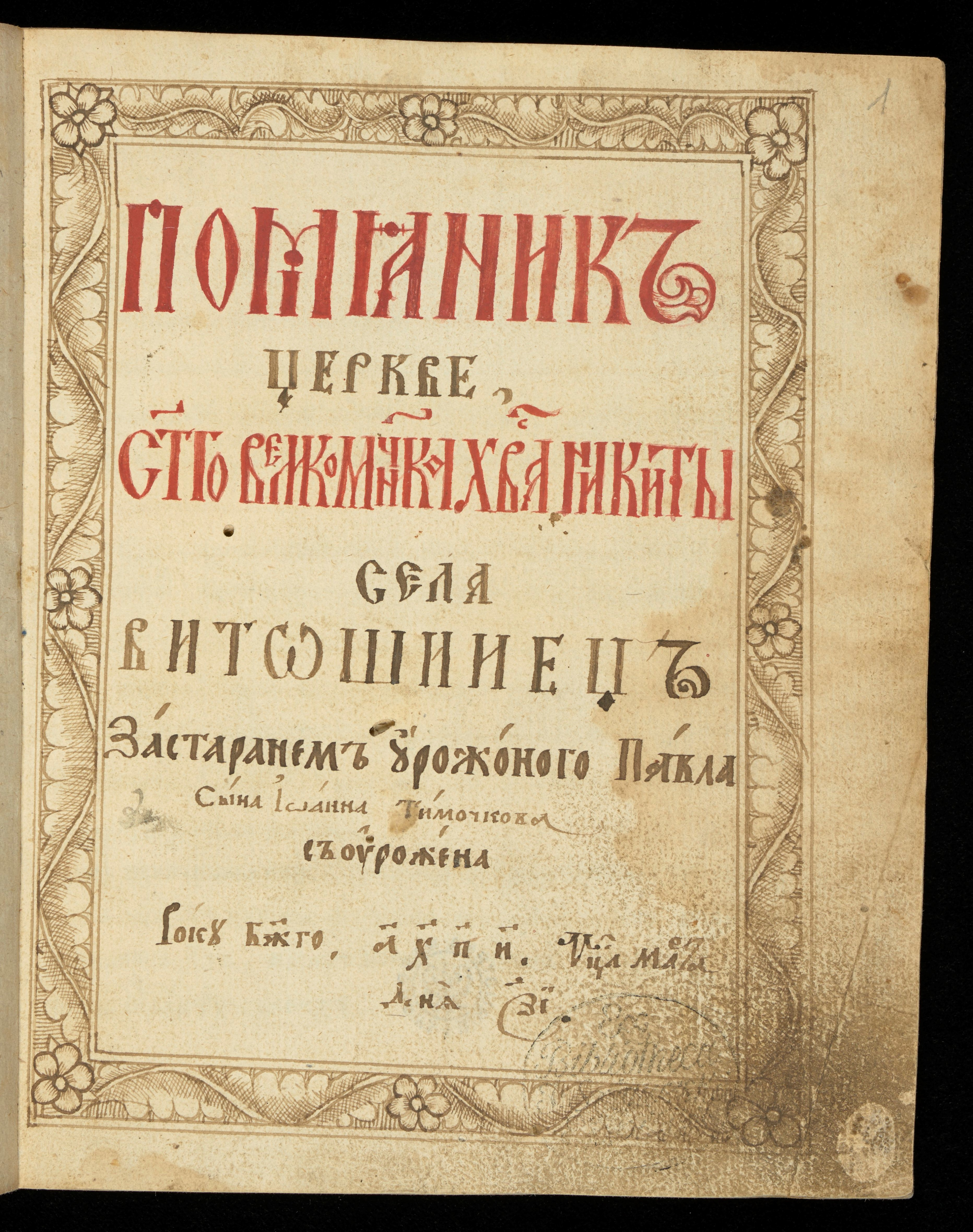
Пам'ятна книга при церкві св. Микити в селі Вітошинці у Перемиському повіті. 17 березня 1688 року.

Перші письмові відомості про існування Вітошинців відносяться до періоду правління князя Лева Даниловича, котрий надав право "на володіння землями, полями, лісами і всіма належними від них доходами" села, предкам вітошинських дідичів Левка, Гаврила, Яцка, Тимка, Андріа і Петра Василевичів.   
Перша датована згадка про село відноситься до 30 червня 1418 р. в документі щодо розмежування Пикулич. Село входило до 1772 р. до складу Перемиського староства Перемишльської землі Руського воєводства.
У 1880 р. село належало до Перемишльського повіту Королівства Галичини та Володимирії Австро-Угорської імперії, у селі було 65 будинків і 397 жителі, а на землях фільварку — 4 будинки і 33 мешканці (333 — греко-католики, 85 римо-католиків, 12 юдеїв).
У 1939 році в селі проживало 720 мешканців, з них 460 українців-грекокатоликів, 230 українців-римокатоликів, 10 поляків і 20 євреїв. Село входило до ґміни Германовичі Перемишльського повіту Львівського воєводства.
Наприкінці вересня 1939 р. село зайняла Червона армія. 27.11.1939 постановою Президії Верховної Ради УРСР село у складі повіту включене до новоутвореної Дрогобицької області. В червні 1941, з початком Радянсько-німецької війни, село було окуповане німцями. В липні 1944 року радянські війська оволоділи селом, а в березні 1945 року село зі складу Дрогобицької області передано Польщі. Українців добровільно-примусово виселяли в СРСР. Решту українців у 1947 р. під етнічну чистку під час проведення Операції «Вісла» було виселено на понімецькі землі у західній та північній частині польської держави.
У 1975-1998 роках село належало до Перемишльського воєводства.

## Демографія
Демографічна структура станом на 31 березня 2011 року:
|          | Загалом | Допрацездатний вік | Працездатний вік | Постпрацездатний вік |
| -------- | ------- | ------------------ | ---------------- | -------------------- |
| Чоловіки | 217     | 58                 | 143              | 16                   |
| Жінки    | 212     | 45                 | 129              | 38                   |
| Разом    | 429     | 103                | 272              | 54                   |

## Церква
У 1922 р. українці збудували дерев’яну греко-католицьку церкву св. Івана Золотоустого. До їх депортації була філіяльною церквою, яка належала до парафії Горохівці Нижанківського деканату Перемишльської єпархії.